# ハロルド・ジェニーン
ハロルド・シドニー・ジェニーン（英: Harold Sydney Geneen、1910年1月22日 - 1997年11月21日）は、アメリカ合衆国の実業家で、元ITT（International Telephone and Telegraph）の社長兼最高経営責任者。1959年にITTの社長に就任すると“14年半連続増益”というアメリカ企業史上空前の記録を打ち立てた。17年間の在任中には積極的に企業の買収・合併を行い、世界80ヶ国に350社に及ぶコングロマリットをつくり上げた。

## 経歴
1910年イギリスボーンマスに生まれ、1歳の頃に両親と一緒にアメリカに移住した。父親は事業家で、母親は元オペレッタの歌手。1926年のフロリダ土地騒動により、フロリダの土地へ投機していた父親が破産。16歳からニューヨーク証券取引所のボーイとして働きながら、ニューヨーク大学で会計学を学んだ。証券取引所のボーイのあとは、図書の訪問販売、新聞広告の営業、会計事務所などを経て、アメリカン・キャン社、ベル・アンド・ハウエル社で会計責任者として勤めた。
1950年に、当時アメリカで第5位の製鉄会社ジョーンズ・アンド・ロックリン・スチール社の副社長に就任。
1956年に、レイセオン社の副社長に就任。
1959年からITTの社長に就任。
シェラトン・ホテル、ハートフォード保険会社、エイビス・レンタカーをはじめとする多くの企業を買収・合併・吸収した。
彼の就任期間中、収益は7億6000万ドルから170億ドルになった。
1972年に社長を辞任し、会長になった。
1977年に会長を辞任し、その後は自らの会社をいくつか経営した。
1997年11月21日、心臓発作で死去。87歳。

## 著書
- ハロルド・ジェニーン；アルヴィン・モスコー『プロフェッショナルマネジャー』田中融二（訳）、プレジデント社、2004年。